# Cantalupo nel Sannio
Cantalupo nel Sannio é uma comuna italiana da região do Molise, província de Isérnia, com cerca de 736 habitantes. Estende-se por uma área de 15 km², tendo uma densidade populacional de 49 hab/km². Faz fronteira com Macchiagodena, Roccamandolfi, San Massimo (CB), Santa Maria del Molise.

## Demografia
| Variação demográfica do município entre 1861 e 2011                               |
|                                                                                   |
| Fonte: Istituto Nazionale di Statistica (ISTAT) - Elaboração gráfica da Wikipedia |